# 55112 Маріанжела
55112 Маріанжела (55112 Mariangela) — астероїд головного поясу, відкритий 28 серпня 2001 року.
Тіссеранів параметр щодо Юпітера — 3,226.